# Абдијел Аројо
Абдијел Аројо (шп. Abdiel Arroyo Molinar; 13. децембар 1993) панамски је фудбалер. 

## Каријера
Дебитовао је 2011. године за Арабе Унидо, где је играо шест сезона, наступио је у 114 првенствених утакмица.
Током прве половине 2016. године играо је у Хрватској, бранио је боје Сплита. У лето 2016. године прешао је у колумбијски Депортес Толиму.

## Репрезентација
У 2014. години дебитовао је на званичним утакмицама за сениорску репрезентацију Панаме.
Панама је успела први пут да избори пласман на Светско првенство 2018, победом над Костариком од 2:1. Био је уврштен у састав Панаме на Светском првенству у Русији 2018. године.